# Jon Lauritz Qvisling

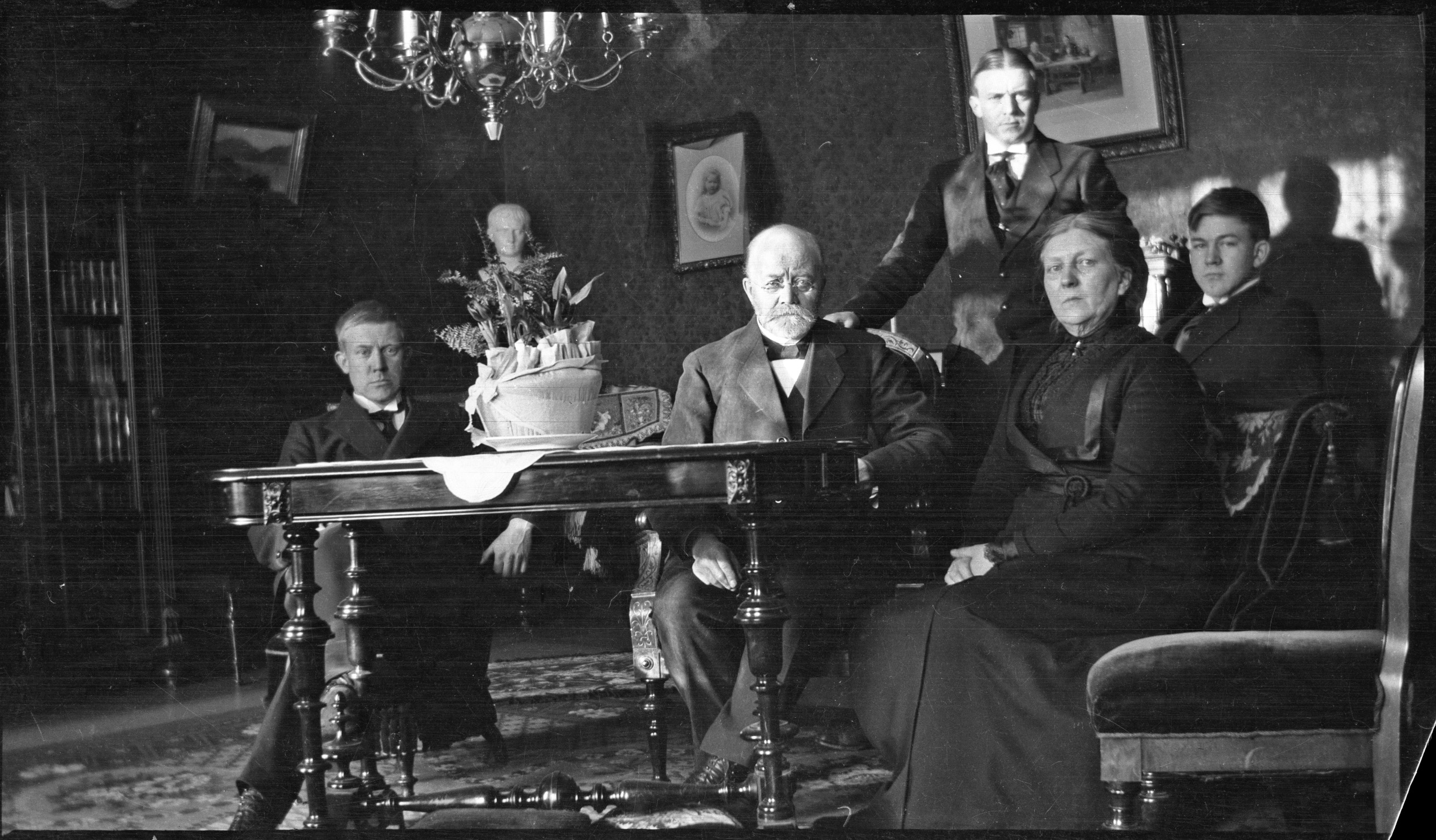
Familjen Qvisling omkring 1915. Från vänster Vidkun, Jon Lauritz, Jørgen (stående), Anna och Arne

Jon Lauritz Qvisling, född 16 september 1844 i Fyresdal, död 5 februari 1930 i Gjerpen, var en norsk präst och kyrkohistorisk författare.
Jon Lauritz Qvisling var son till länsmannen Lars Abraham Qvisling (1816–1876) och Gro Jonsdatter Spokkeli (1821–1900) i Fyresdal i Telemark. Qvisling-namnet kom från den danskfödde prästen Laurits Ibsøn Quislinus. Namnet är en latiniserad version av Kvislemark i Sjælland, som Lauritz Quislinus tog då han kom till Christiania som slottspräst i sluten av 1600-talet.
Jon Lauritz Qvisling blev teologie kandidat 1869 och var 1879-1893 präst i hembygden. Därefter blev han 1893 förflyttad till Drammen och var från 1901 prost i Skien. Förutom åtskilliga delvis pietistiskt färgade teologiska och uppbyggelseskrifter offentliggjorde Qvisling en rad lokal- och personhistoriska skrifter av intresse.
Han var gift med Anna Caroline Bang (1860–1941) och far til Vidkun Quisling (1887–1945), Jørgen Bang Quisling (1888–1954), Esther Quisling (1893–1914) och Arne Quisling (1898–1991).